# Castell de l'Airosa
El Castell de l'Airosa és una muntanya de 953 metres dels ports de Tortosa-Beseit. Es troba dins del terme municipal de Roquetes, a la comarca catalana del Baix Ebre.
Aquest mont té una silueta prou espectacular que sembla un castell vist des de certs angles.